# Omphax marginata
Omphax marginata là một loài bướm đêm trong họ Geometridae.